# Гревтунги
Гревтунгите (Greuthungs, Greuthungi, Greutungi) са готско племе, обитавало черноморските степи през 3 и 4 век.
Те влизат в контакт с тервингите, друг готски народ на запад от р. Днестър и образуват народа на остготите. През края на 3 век са наричани тервиги-гревтунги, след това остроготи.
Гревтунгите са вероятно pre-Pontic Scandinavian. Според Йорданес те са дошли от Evagreotingi (Greuthung island) в Scandza (Скандинавия, Швеция).
Техният последн крал е Ерманарих (350 – 376).
През 5 век, след Траяновия вал, се построява и Гревтунги вал в днешна Молдавия, 120 km от р. Днестър през Телнещки район директно до р. Прут.